# 竹内綱
竹内 綱（たけうち（たけのうち） つな、1840年1月30日〈天保10年12月26日〉 - 1922年〈大正11年〉1月9日）は、日本の武士（土佐藩士）、実業家、政治家。内閣総理大臣を務めた吉田茂は五男、麻生太郎と寬仁親王妃信子は外曾孫。

## 生涯

### 生い立ち
天保10年（1840年）、土佐藩家老・山内氏（伊賀氏、宿毛領主）の家臣竹内庄右衛門吉管の子として土佐国宿毛に生まれる。

### 幕末
目付役として大坂に宿毛蔵屋敷を建てるなど、主家の財政再建に尽力した。
慶応2年7月（1866年8月）、宿毛から16kmほど離れた阿満地浦（現在の安満地浦）にイギリス軍艦が停泊したことがあった。対応に苦慮した宿毛領主・山内氏理は、竹内に小銃200丁を備えた歩兵2個小隊を付けて接触させた。異国船の重装備を目の当たりにして当方に勝ち目なしとみた竹内は、隊内の打ち払い強硬論を尻目に単身黒船に乗り込み、言葉の通じない相手と悪戦苦闘の談判に及んでいる。海洋測量が来港目的であること、翌日出港予定であることを確認したため、打ち払い中止を決するに至った。しかしこの際、竹内は船内で応対した「紳士」に酒杯をもてなされて酩酊したため、打ち払いの指令を怠り、敵と飲酒したことを問題視した氏理らは猛反発した。竹内は切腹処分となるところ、土佐藩がイギリス軍艦を歓待したことが判明したため、のちに放免となっている。
戊辰戦争では、山内氏理の嫡男・氏成と共に兵を率いて北越・奥羽各地を転戦している。

### 明治時代
維新後の明治3年（1870年）、後藤象二郎の引き立てにより大阪府少参事や大蔵省六等出仕をつとめる。しかし、時の上司と衝突したことから官界を退き、1873年（明治6年）には実業界に入る。
1874年（明治7年）、後藤象二郎主宰の蓬萊社から高島炭鉱の経営を任され、2年後の決算では1ヶ月につき出炭3万トン、利益金5万5,000円の実績を収めている。翌年からは、高島近辺にある端島・大島・香焼の鉱山開発に着手し、これも相当の出炭量と利益をあげている。
1878年（明治11年）4月、前年の西南戦争にあたり、西郷軍に通謀する立志社のために小銃800丁と弾薬を手当てし、西郷隆盛らに呼応して政府転覆を企てたという嫌疑がかけられる。その結果、士族の身分を剥奪された上、禁獄1年の刑に処せられた。竹内が逮捕されたのは炭鉱経営で出張中の長崎であったが、間もなく東京の獄につながれる。その中には陸奥宗光や林有造らが含まれていた。しかし、5月の大久保利通の暗殺以後、政府は国事犯を東京におく危険を悟って、彼らを地方に分送した。竹内は9月11日、新潟の監獄に護送された。
1879年（明治12年）8月、満期放免となった竹内は、板垣退助が創立した愛国社の再建に取り組むことになる。翌年、愛国社は国会期成同盟に改称されたが、竹内はこの国会期成同盟を足場にして、後藤象二郎らとともに国会開設・自由民権を掲げ、自由党結成の原案を作成した。
1881年（明治14年）、後藤象二郎の残した借金の重圧に抗し切れず、三菱財閥の岩崎弥太郎に端島・大島・香焼の炭鉱と高島炭鉱を譲り渡す。同年、板垣退助を総裁とする自由党が創設され、竹内も参加する。翌年に起こった岐阜事件の際は板垣に同行していた。
第1次伊藤内閣は広がりつつあった自由民権運動に危機感を抱き、1887年（明治20年）12月25日に保安条例を公布し、竹内はこの適用を受け東京から3年間の退去を命ぜられる。このとき彼が退去先として身を寄せたのが横浜太田町（現在の神奈川県横浜市中区）にある吉田健三邸であった。
1890年（明治23年）には第1回衆議院議員総選挙に高知県第2区で当選し、自由党土佐派を率いた。次の第2回衆議院議員総選挙には再出馬しなかったが、第5回衆議院議員総選挙（東京府第1区）と第8回衆議院議員総選挙（高知県郡部）では当選した。一方で、1892年（明治25年）の第2次伊藤内閣誕生とともに、伊藤博文首相・板垣退助を説いて政府と議会多数派自由党との連携を策している。
実業家として芳谷炭坑や茨城炭鉱を経営し、1896年（明治29年）には京仁鉄道や京釜鉄道の専務理事として活動した。1901年（明治34年）、京釜鉄道の常務取締役となり、2年後の1903年（明治36年）には京仁鉄道を京釜鉄道に合併して、朝鮮における鉄道事業の統合を実現させる。

## 備考
- 宿毛山内家の軍事費、すなわち外国船打ち払いの費用を確保するために、領内特産のクスノキから当時極めて高価に輸出されていた樟脳を製造して高利潤を上げる。
- 地租を旧来の煩雑な米納制から合理的計算に基づく金納制（3年間の平均収穫量に10年間の平均米価をかけてその4/10（従来は5/10であった）を金納する）に改革した。農民に歓迎され、3年後には伊賀家領内の地租収入を倍増させる。
- 五男・竹内茂（後の吉田茂）を産んだ瀧子と綱の関係は不詳である。
- 1882年（明治15年）、岐阜県で演説していた板垣退助が暴漢に襲われた岐阜事件の際、「板垣死すとも自由は死せず」と叫んだ板垣を抱きかかえたのが竹内とされる[1]。
- 外交官となった吉田茂が領事館補として奉天に赴任する際、竹内は関兼光の名刀を贈る[12]。竹内は「役人になると世俗の欲に惑わされて誘惑が多い。誘惑に陥らぬよう、これで俗念を断ち切れ」と諭した[12]。また、総領事萩原守一とは懇意であったので紹介状を書いて持たせたものの、吉田は着任の際に渡さず、帰国挨拶の際に渡している。「なぜ着任のときに渡さなかったのだ」との萩原の問いに、吉田は「親の七光りは嫌いです」と答えている。
- 1912年（大正元年）、竹内は茨城県龍ケ崎市の国有林80町歩あまりの払い下げを受け、1919年（大正8年）には牧畜などを営む「竹内農場」を開業している。農場跡は現在は荒れ地となっており、当時の赤煉瓦が廃墟となって残存している。
- 高知工業学校や秋田鉱山専門学校（現在の秋田大学鉱山学部〔後に工学資源学部へ改組〕の前身）の創立に参与している[1]。

## 親族関係
- 五男・茂の誕生後、綱は盟友の実業家・吉田健三へ茂を養子に出している。一説には、当時、反政府活動によって逮捕されることが分かっていた綱は、茂の誕生前に養子に出すことを約束していたとされる。
- 長男・竹内明太郎は、小松製作所創業者で衆議院議員。横浜高等工業学校（横浜国立大学の前身）教授の竹内強一郎は孫。地理学者、一橋大学教授、日本地理学会会長の竹内啓一は曾孫。TBSテレビ報道局記者・同局ニュースキャスターの竹内明は、玄孫にあたる。
- 英文学者の吉田健一は外孫に当たる。